# Rheinische Einung
Die Rheinische Einung war ein 1532 für die Dauer von 20 Jahren geschlossenes politisches Bündnis, das dem Landfrieden dienen sollte und die Mitglieder zum gegenseitigen Schutz vor Angriffen Dritter, aber auch zu Unterstützung in Wirtschaftskrisen verpflichtete. Der Konflikt zwischen alt- und neugläubigen Reichsständen (sachen, die Religion belangend) blieb ausgeklammert. Hier war der vom Nürnberger Anstand festgestellte Status quo zu wahren.

## Mitglieder
Zu den Gründungsmitgliedern, die am 8. November 1532 in Oberwesel zusammentrafen, gehörten:
- Kurfürst Ludwig V. von der Pfalz,
- Kurfürst Albrecht von Mainz (mit Domkapitel),
- Kurfürst Johann III. von Trier (mit Domkapitel),
- Landgraf Philipp von Hessen,
- Pfalzgraf Friedrich.

1533 trat Bischof Konrad von Würzburg (mit Domkapitel) der Einung bei.

## Bedeutung
Die Rheinische Einung war ein wesentlicher Erfolg Philipps von Hessen auf dem Weg zu dem langfristig geplanten, 1534 dann erfolgreich durchgeführten Württembergzug, mit dem die habsburgische Verwaltung Württembergs beendet wurde und der vertriebene Herzog Ulrich wieder nach Stuttgart zurückkehrte. Die meisten Mitglieder der Rheinischen Einung gehörten auch dem Schwäbischen Bund an, der ein wichtiges Instrument Habsburgs für seine Interessenpolitik im Südwesten des Reichs war. Die Einung blockierte nun den Schwäbischen Bund, so dass der bei dem geplanten Württembergzug handlungsunfähig sein würde. Im Saalfelder Bund hatten sich Gegner der Wahl des Habsburgers Ferdinand zum Römischen König (1531) zusammengeschlossen. Diese war in der Rheinischen Einung nicht strittig, vielmehr vertraten Kurmainz und Kurtrier hier die kaiserlichen Interessen. Rheinische Einung und Saalfelder Bund waren beide konfessionsübergreifend, während sich im Schmalkaldischen Bund protestantische Reichsstände zu einem Defensivbündnis verpflichtet hatten. So war nach dem Reichstag zu Augsburg ein „Bündnisgeflecht“ entstanden, das Akteure zusammenbrachte, die aus unterschiedlichen Gründen gegen Habsburg waren; und der hessische Landgraf bewegte sich darin sehr geschickt.
So konnte Philipp dem französischen König Franz I. als dem europäischen Gegenspieler Kaiser Karls V. Anfang 1534 mitteilen, dass der Schwäbische Bund zerstört sei. „Denn wir haben Wege gefunden, dass wir Mainz, Pfalz, Würzburg und uns aus dem Bund gebracht und einen eigenen Bund miteinander und mit Trier geschlossen haben.“

## Weitere Entwicklung
Im Schmalkaldischen Krieg gestattete Kurmainz den aus den Spanischen Niederlanden anrückenden Verstärkungstruppen des Kaisers den Durchzug. Als Vergeltung plünderte Philipp von Hessen Mainzer Gebiet. Bei seiner Kapitulation musste Philipp im Juni 1547 die Bündnisurkunde der Rheinischen Einung dem Kaiser übergeben. Formell bestand die Rheinische Einung noch bis 1552.